# Sogahata Hitoshi
Sogahata Hitoshi (曽ヶ端 準 Sogahata Hitoshi, sinh ngày 2 tháng 8 năm 1979) là một cầu thủ bóng đá Nhật Bản thi đấu cho Kashima Antlers trong suốt sự nghiệp của mình.

## Thống kê sự nghiệp
| Đội tuyển bóng đá Nhật Bản | Đội tuyển bóng đá Nhật Bản | Đội tuyển bóng đá Nhật Bản |
| Năm                        | Trận                       | Bàn                        |
| -------------------------- | -------------------------- | -------------------------- |
| 2001                       | 1                          | 0                          |
| 2002                       | 1                          | 0                          |
| 2003                       | 2                          | 0                          |
| Tổng cộng                  | 4                          | 0                          |